# Вест-Паско (Вашингтон)
Вест-Паско (англ. West Pasco) — переписна місцевість (CDP) в США, в окрузі Франклін штату Вашингтон. Населення — 1747 осіб (2020).

## Географія
Вест-Паско розташований за координатами 46°15′2″ пн. ш. 119°10′48″ зх. д. / 46.25056° пн. ш. 119.18000° зх. д. (46.250565, -119.180074).  За даними Бюро перепису населення США в 2010 році переписна місцевість мала площу 9,68 км², уся площа — суходіл. В 2017 році площа становила 4,39 км², уся площа — суходіл.

## Демографія
Згідно з переписом 2010 року, у переписній місцевості мешкало 3739 осіб у 1277 домогосподарствах у складі 1060 родин. Густота населення становила 386 осіб/км².  Було 1321 помешкання (137/км²).
Расовий склад населення:
| - 84,0 % — білих - 1,4 % — азіатів - 1,1 % — корінних американців - 1,0 % — чорних або афроамериканців - 0,2 % — вихідців з тихоокеанських островів - 9,2 % — осіб інших рас |

До двох чи більше рас належало 3,0 %. Частка іспаномовних становила 18,7 % від усіх жителів.
За віковим діапазоном населення розподілялося таким чином: 26,2 % — особи молодші 18 років, 60,2 % — особи у віці 18—64 років, 13,6 % — особи у віці 65 років та старші. Медіана віку мешканця становила 41,3 року. На 100 осіб жіночої статі у переписній місцевості припадало 103,6 чоловіків;  на 100 жінок у віці від 18 років та старших — 101,2 чоловіків також старших 18 років.
Середній дохід на одне домашнє господарство  становив 102 736 доларів США (медіана — 84 208), а середній дохід на одну сім'ю — 115 877 доларів (медіана — 96 080). За межею бідності перебувало 5,2 % осіб, у тому числі 8,2 % дітей у віці до 18 років та 0,0 % осіб у віці 65 років та старших.
Цивільне працевлаштоване населення становило 1019 осіб. Основні галузі зайнятості: освіта, охорона здоров'я та соціальна допомога — 21,8 %, будівництво — 15,1 %, роздрібна торгівля — 13,7 %, науковці, спеціалісти, менеджери — 12,3 %.